# Punch (boisson)
Pour les articles homonymes, voir Punch.
Le punch ou ponch  est un cocktail-apéritif exotique traditionnel festif, préparé et servi dans un grand bol à punch (punch bowl), à base de mélange de rhum, jus de fruits, morceaux de fruits, sucre de canne, et épices. 

## Étymologie
Ce terme anglais d'Inde britannique trouve son origine dans le mot hindi panch ou pañc (ou du persan پنج) qui signifie « cinq », en référence aux cinq ingrédients de la recette d'origine de la cuisine indienne : arrack, thé, citron, cannelle, et sucre.

## Histoire
Ce cocktail a une longue histoire qui commence avec les marins de la Royal Navy de l'Empire britannique, qui lorsqu'ils naviguaient dans les Caraïbes au XVIIe siècle, buvaient du punch à base de produits locaux, inspiré d'une recette de panch importée des Inde britannique, à base d'arrack, thé, citron, cannelle, et sucre. 

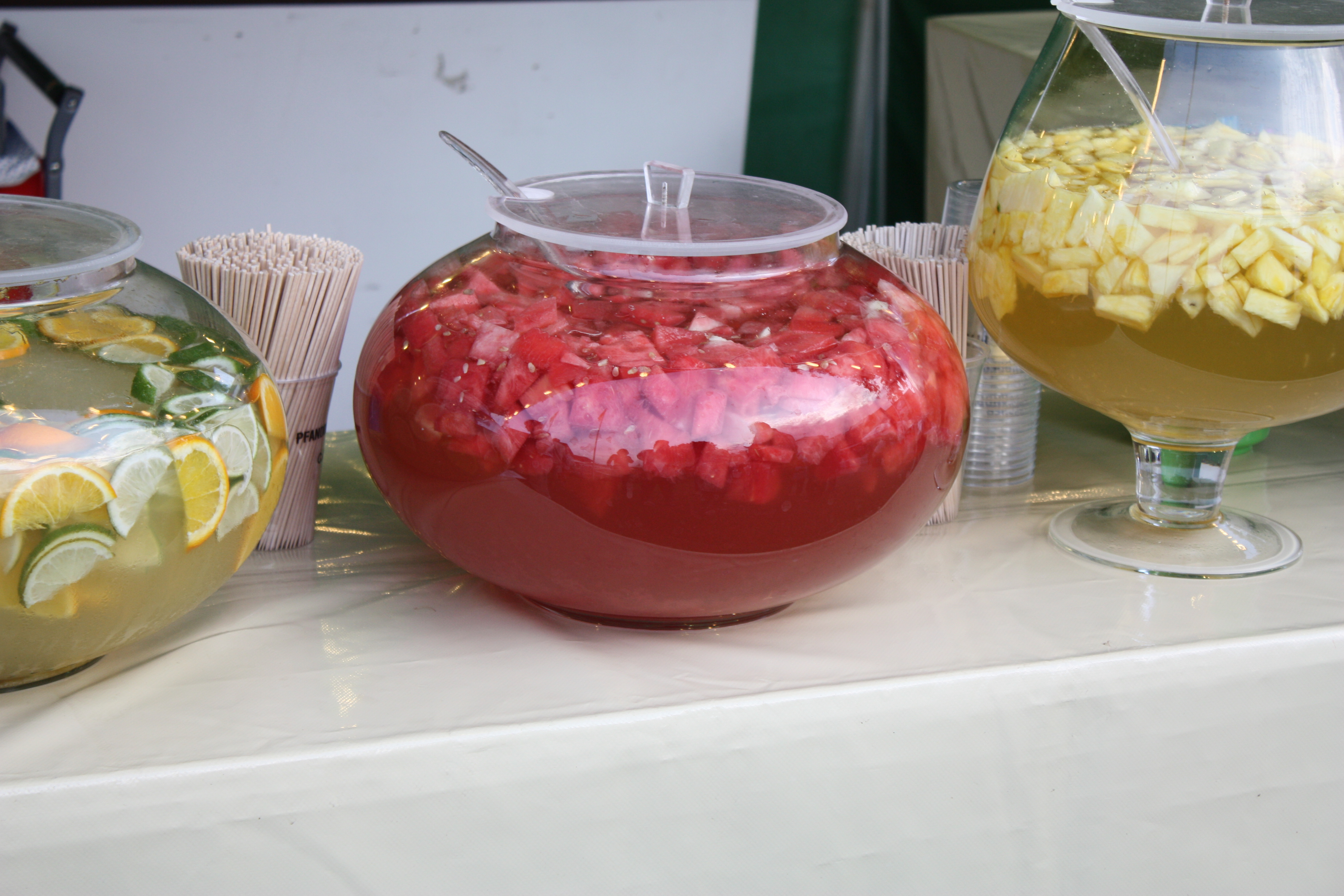
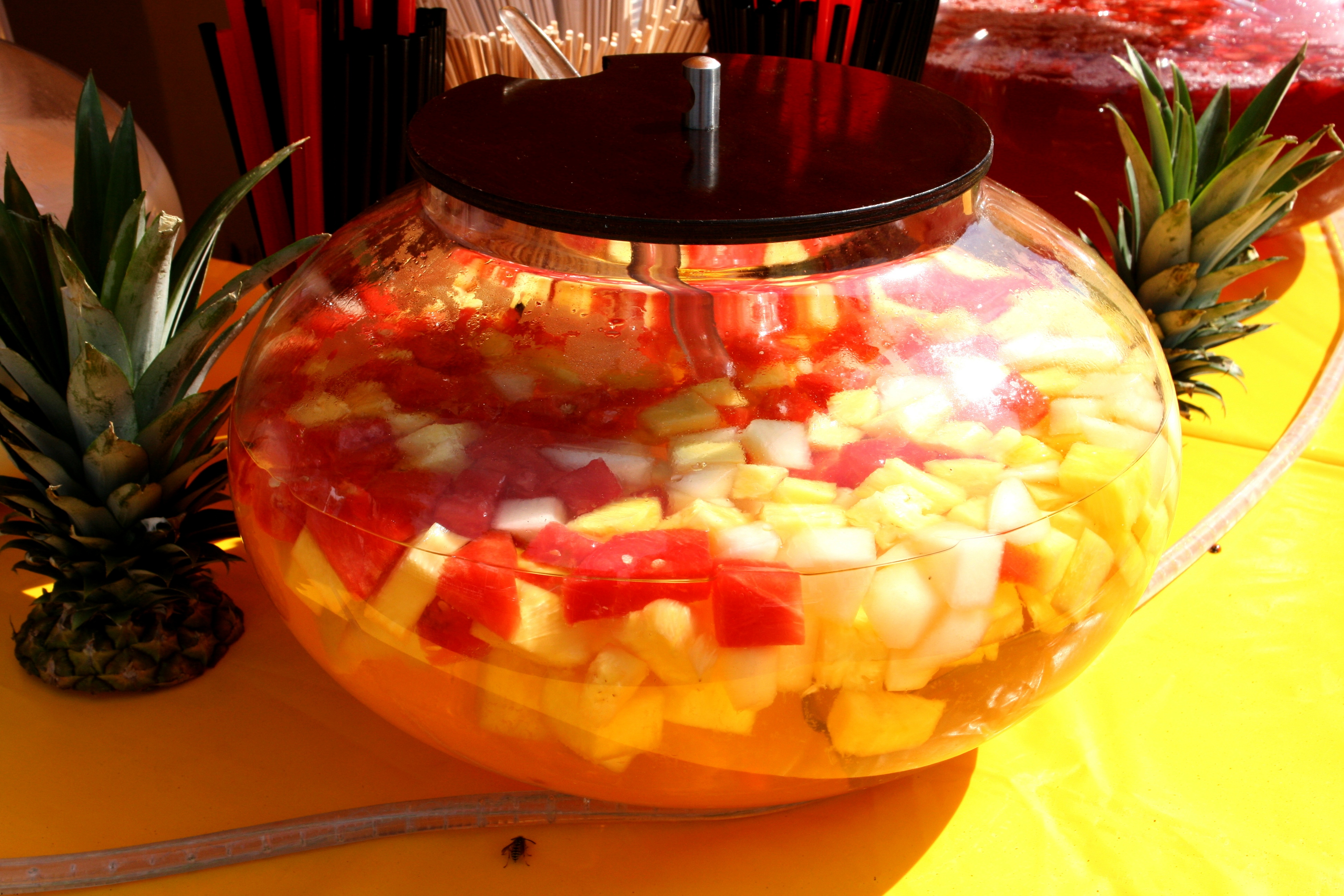
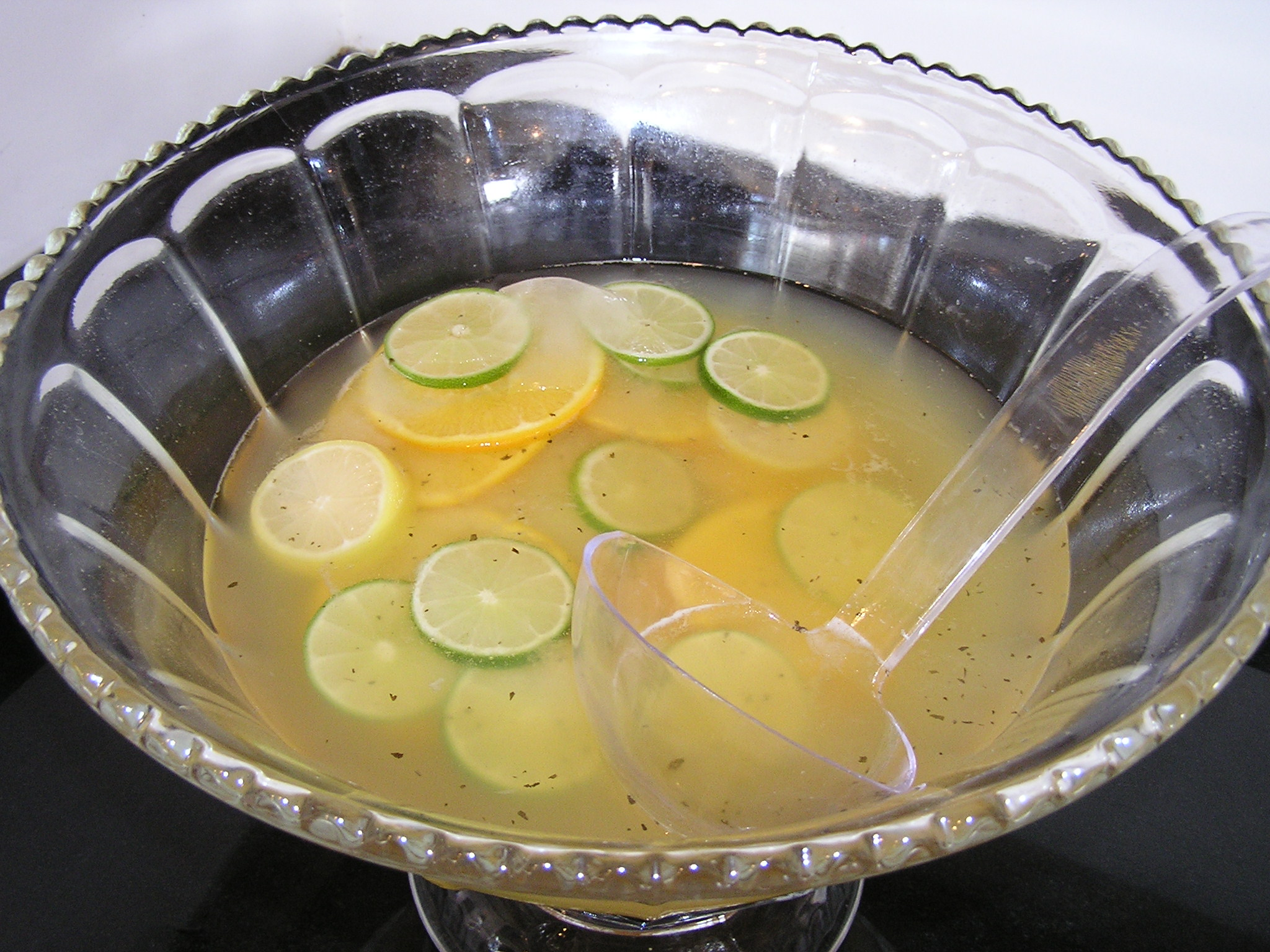

Cette tradition est reprise au XVIIIe siècle par la Marine royale française et le punch planteur des Antilles françaises, ou au XIXe siècle par la marine espagnole avec la sangria de l'Empire espagnol. 

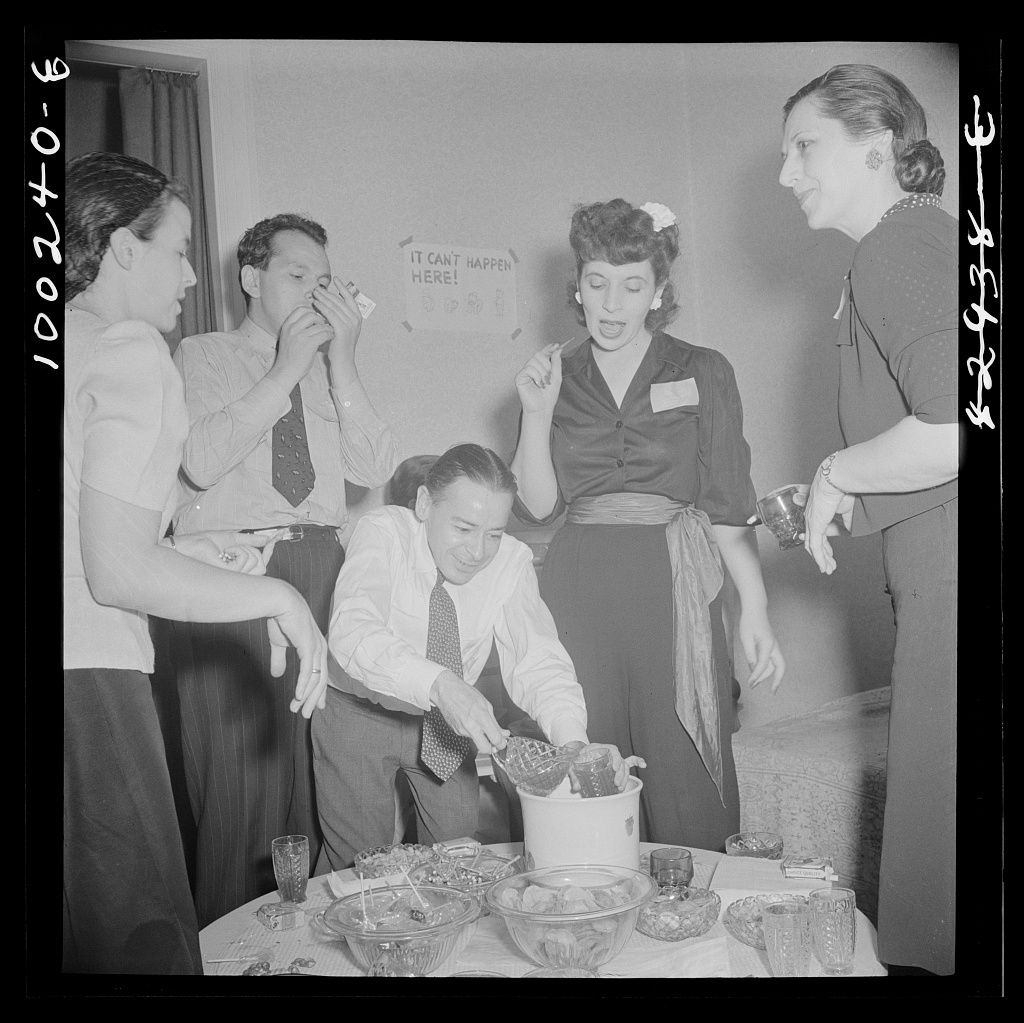
Soirée punch des années 1940, aux États-Unis.

Cette tradition culinaire exotique des Caraïbes est importée depuis en Angleterre et en France, généralement préparée et servie dans un grand bol à punch (punch bowl) pour de nombreux convives, avec de nombreuses variantes de recettes (alcoolisées ou non) à base généralement de rhum (tafia) des Caraïbes, de jus de fruits, de morceaux de fruits (salade de fruits, banane, ananas, orange, mandarine, citron, citron vert, pomme, poire...), de sucre de canne, et d'épices. Le tout marine et macère au frais un ou deux jours, avant d’être servi individuellement au verre avec une louche, et de se boire comme du jus de fruit rafraîchissant, avec des effets du rhum,.  

## Autour du monde

### Barbade
En Barbade, le punch, appelé localement rum punch, est fait d'une part de sirop simple, d'une demi-part de jus de lime, d'une part et demi de rhum blanc, de deux parts d'eau et de quelques traits (2 à 3 pour une portion) d'Angostura. Le tout est agrémenté de muscade râpée. 

### Jamaïque
En Jamaïque, le punch, appelé localement rum punch, est fait de quatre parts d'eau, de deux parts de jus d'ananas, de deux parts de rhum blanc, d'une part et demi de sirop de fraise, de glace, et pour environ 8 portions, d'une orange, de trois à quatre limes, de dix baies de tout-épice (piment de la Jamaïque) et de muscade râpée. Sinon, de manière générale, le punch jamaïcain typique suit le ratio 1-2-3-4, soit une part de sur (le jus de lime), deux parts de sucré (le sirop de sucre), trois parts de fort (le rhum blanc) et quatre parts de faible (l'eau),. 

## Charles Dickens’s Punch
L'auteur anglais Charles Dickens (1812-1870) était un grand amateur réputé de punch anglais, avec sa propre recette de « Charles Dickens’s Punch » préparée à la façon d'un vin chaud, à base de rhum, Brandy, agrumes (citron, orange, muscade), thé noir et sucre, le tout flambé, et servi chaud (ou froid). Sa recette est publiée entre autres dans l'ouvrage Punch: The Delights (and Dangers) of the Flowing Bowl, de David Wondrich, ainsi qu'au musée Charles-Dickens de Londres. 

## Quelques variantes
- Punch planteur
- Punch comou
- Punch coco
- Ti-punch
- Rhum arrangé
- Mojito
- Grog
- Sangria
- Marquisette
- Compote macédonienne